# Гачимучи

Герои одного из гачимучи-роликов; слева Ван Даркхолм

Гачиму́чи (англ. Gachimuchi, от яп. ガチムチ, или がちむち, досл.: «мускулистый», «коренастый») — интернет-мем и субкультура, зародившаяся в августе 2007 года на японском видеохостинге Nico Nico Douga. В 2016 году феномен проник в Рунет, где обрёл самостоятельную жизнь, к этому же времени он получил распространение по всему интернету. Мем основан на низкобюджетных гей-порнофильмах 1990-х годов и включает в себя в числе прочего большое количество мэшап-пародий на популярные музыкальные композиции и клипы, созданные с использованием аудио-фрагментов порнороликов, входящих в фэндом.

## Описание
Японское слово гатимути (яп. ガチムチ) (досл.: «мускулистый», «коренастый») означает «накачанный здоровяк»; гачимучи — это интернет-субкультура, основанная на сюжете гей-порнофильмов 1990-х годов. Основной сюжет таких видео — надуманный конфликт между двумя или несколькими героями, перерастающий сначала в борцовский поединок, а затем и в секс с элементами БДСМ. Низкое качество производства, плохой сценарий и актёрское переигрывание маскулинных мужчин вкупе с откровенной сексуализированностью происходящего заставляют зрителя ощущать неловкость, что многие нашли крайне смешным.
Из-за плохого качества записей речь актёров не всегда слышна чётко, в результате чего среди японских поклонников появилось вольное толкование произнесённых героями фраз на основе услышанного — сорамими (от яп. 空耳 — «ослышка»). Пользователи Nico Nico Douga переложили англоязычные фразы на японское звучание, что полностью изменило смысл сказанного и сделало видео ещё более абсурдными. Также практикуется добавление в начале и конце (реже — посередине) гачи-цитаты символов марса (♂️), призванных усилить маскулинный подтекст.
В то же время сформировался определённый набор «коронных фраз» из гачимучи-видео, максимально подчёркивающий нереальность происходящего и используемый для создания мэшапов на музыкальные композиции, пупов и даже полноценных видеомонтажей. Особенной популярности эти мэшапы достигли в русскоязычном сегменте интернета: стараниями умельцев были созданы пародии на большую часть популярной в России и на постсоветском пространстве музыки, как русскоязычной, так и на английском языке. Признаком качественного гачи-ремикса считается сохранение оригинальных рифм и ритма композиции, «высшим классом» считается придание тексту нового смысла за счёт новых фраз.

## История
Мем зародился в августе 2007 года, когда один из пользователей японского видеохостинга Nico Nico Douga загрузил видео под названием «Professional Pants-Wrestling» с указанием категории «рестлинг» и безобидным изображением на обложке. На деле в видеоролике, являющимся отрывком из гей-порнофильма «Тренировка-3: Мускулистые фантазии», двое накачанных мужчин (Билли Херрингтон и Денни Ли) в наигранной манере изображают борьбу с сексуальным подтекстом, в результате чего введённый в заблуждение пользователь был вынужден вместо видео рестлинга смотреть гей-порно. После этого ссылку на это видео стали пересылать друг другу в качестве розыгрыша. В дальнейшем ассортимент используемых в розыгрыше видеороликов расширился видео аналогичной стилистики — энтузиасты подбирали низкокачественные гей-порнофильмы, объединённые участием накачанных мужчин, плохим сценарием и непрофессиональной игрой актёров. Всего таких роликов набралось более 200, все они были загружены на Nico Nico Douga, а изображения гениталий во избежание удаления видео были закрыты лицом маленького мальчика. На основе этих роликов стали появляться так-называемые «гачи-миксы» — мэшап-пародии на музыкальные композиции и известные видео, где для создания комического эффекта применялись фразы, видеоряд и звуки из гачи-роликов. К концу 2008 года это привело в Японии к появлению целой субкультуры с тематическими фестивалями, на которые даже приглашались актёры, участвовавшие в съёмках гачи-видео. Под субкультуру были даже созданы несколько компьютерных игр, таких как Gachi Heroes.
Несколько лет спустя популярность гачимучи распространилась на США и Европу, а к 2016 году явление дошло и до рунета. Началось это с распространения отрывка одного из «классических» гачимучи-фильмов «Повелители раздевалки» с Ваном Даркхолмом и Марком Вульфом в главных ролях. В дальнейшем гачимучи приобрело в рунете огромную популярность, в первую очередь за счёт гачи-ремиксов. В то время как в остальном мире популярность гачимучи пошла на спад, в Рунете на 2021 год она продолжала расти. Отсылки к фэндому регулярно появляются в популярных сообществах, а многие музыканты с радостью воспринимают появление гачи-миксов на их музыку.

## Основные герои
Список героев гачимучи объединяет мужчин атлетического телосложения, чаще всего бодибилдеров, причём если поначалу использовались только отрывки из гей-порно, то в дальнейшем в субкультуре стали популярны также и ролики, не являющиеся порнографическими и даже не имеющие сексуализированного подтекста. Все герои фэндома по-разному относятся к подобной славе — кто-то пытается с этим бороться, кто-то пользуется, а кто-то вообще не подозревает о своей известности.

### Билли Херрингтон

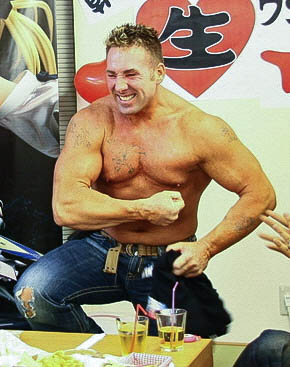
Билли Херрингтон на одном из мероприятий, посвящённых гачимучи, Токио, 2011 год

Билли Херрингтон по прозвищу «Аники» (от яп. アニキ — «старший брат») является центральной фигурой гачи-фэндома, не в последнюю очередь из-за его участия в развитии и популяризации мема. Фильм с его участием «Тренировка-3: Мускулистые фантазии» был первым из гачимучи-видео, использованных фанатами в целях розыгрыша. Завершив карьеру стриптизёра и порноактёра в 2007 году, он устроился работать плотником в семейную строительную компанию и, по его собственным словам, оборвал все контакты, в том числе в интернете. Годом позже во время туристической поездки в Японию он внезапно узнал о своей популярности; пародии и ремиксы понравились Херрингтону; по его словам, такая популярность ему льстила, а творчество фанатов — восхищало. В 2009 году после специального мероприятия Nico Nico Douga в Токио компания Good Smile Company выпустила в продажу ограниченную серию экшн-фигурок Херрингтона. Он регулярно посещал различные тематические мероприятия в Японии, Китае и на Тайване и даже поучаствовал в озвучивании китайской видеоигры по мотивам фэндома.
В марте 2018 года Херрингтон погиб в автоаварии в Калифорнии. На следующий день после его смерти российские поклонники гачимучи организовали несколько стихийных мемориалов в Москве и других городах. После смерти он фактически стал главным лицом субкультуры.

### Денни Ли
Денни Ли (настоящее имя Денни Реско) по прозвищу «Казуя», попал в фэндом за участие в «Тренировке-3» и ленте «Парни со свалки». Некоторые даже звали его «Супер-Казуя» за мастерское, по их мнению, позирование и разрывание трусов на сопернике. В 2005 году он завершил карьеру в порно-индустрии и исчез, многие (в том числе его бывший партнёр по съёмкам Херрингтон) высказывали мнение о его вероятной смерти. В январе 2018 года один из участников гачимучи-сообщества с ником Gachimuchi_IWF опубликовал фото с Денни, подтвердив, что тот жив.
В июле 2021 года Денни дал интервью на одном из YouTube-каналов, где рассказал о том, что не имел ни малейшего представления о своей популярности и случайно наткнулся на пост о себе, когда решил из любопытства поискать информацию по своему старому псевдониму. По словам самого Денни, факт, что некоторые люди собрали воедино часть его биографии, поразителен, а весь феномен гачимучи вызывает у него улыбку.
По словам актёра, он родился в Торонто и до окончания университета профессионально занимался хоккеем. Во время учёбы он стал подрабатывать стриптизёром, тогда же он научился бондажу. По окончании университета он переехал в Калифорнию, где продолжил танцевать и даже снялся в журнале Playgirl под псевдонимом Денни Даллас. Там же он познакомился с Билли Херрингтоном, с которым они посещали один тренажёрный зал. По предложению своего знакомого агента, занимавшегося съёмкой рестлинг-видео, он снялся в нескольких лентах и пригласил в них Херрингтона, в том числе тогда были сняты «Парни со свалки 3». Большинство из своих работ Денни даже не смотрел после съёмок, а с Херринтоном потерял контакт в 2000-х.

### Ван Даркхолм

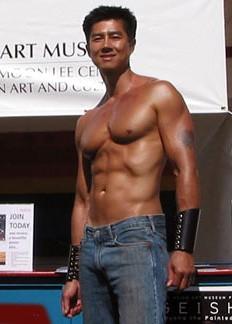
Ван Даркхолм топлесс в кожаных наручах

Ван Даркхолм известен в первую очередь за съёмки в фильме «Повелители раздевалки», где произносит свою коронную фразу «fuck you», ставшую одной из самых знаменитых цитат в фэндоме. За любовь к кожаным нарядам его прозвали Кожевенником (от англ. Leatherman, так в «Повелителях раздевалки» его пренебрежительно называет герой Марка Вульфа, в других фильмах он также часто одет в чёрную кожу). В 2017 году он завершил кинокарьеру, так как, по его словам, «ему надоело заниматься одним и тем же», и стал обустраивать кемпинг в Северной Каролине, но с 2020 года, на волне популярности гачимучи в России, стал проводить стримы на Twitch, где занимается просмотром предложенных фанатами гачи-ремиксов. На март 2021 года на его канале было более 110 000 подписчиков, большая часть из них — россияне, что повлияло на стиль Даркхолма: на стримах он часто носит фуражку сотрудника МВД СССР, пьёт водку и время от времени появляется в футболке с русскоязычной надписью «глубокая тёмная фантазия» (от англ. Deep dark fantasy — ещё одна коронная фраза Даркхолма, которой он описывает один из своих фильмов).

### Рикардо Милос
Бразильский стриптизёр Рикардо Милос стал известен в 2018 году благодаря записанному им эксклюзивно для сайта jockbutt.com в 2016 году видео, где он под трек «Butterfly» шведской поп-группы Smile.dk танцует флексинг в сексуализированно-вызывающей манере на чёрном фоне. Во время танца на нём были надеты только стринги и бандана, что стало узнаваемым символом для всех пародий, появившихся впоследствии. Сам Милос, узнав о своей популярности, отнёсся к ней крайне негативно: согласно его заявлению, видео распространяется незаконно, так как было загружено эксклюзивно и продаётся за деньги. Он неоднократно требовал удалить видео и пародии, но успеха в этом не достиг. Самими фанатами гачимучи Рикардо считается второстепенным персонажем, несмотря на то, что он известен достаточно широкому кругу людей, в том числе не знакомых с фэндомом.

## Оценки и влияние
Популярность гачимучи основывается на двух факторах: во-первых, происходящее на экране представляет для большинства зрителей новый для них уровень безнравственности, который заставляет чувствовать неловкость, что имеет сильный комический эффект. Более того, популярности также способствовали прямые трансляции различных популярных блогеров на платформе Twitch, где подписчики предлагали им к просмотру различные гачи-видео с целью узнать реакцию. Если «подопытный» выражал явное неприятие происходящего на экране вместо того, чтобы смеяться над пародиями, это позволяло предположить наличие у того комплексов относительно своей сексуальной ориентации и сделать его лёгкой мишенью для троллинга. Во-вторых, и особенно это выражено в русскоязычном гачимучи-сообществе, гачи-ремиксы позволили участникам сообщества по-новому взглянуть на популярную музыку, особенно ту её часть, где имеется ярко выраженный маскулинный подтекст. Чаще всего это композиции на околокриминальную тематику, почитатели которой очень трепетно относятся к своему гетеросексуальному статусу. Гачимучи в таком случае играет на противоречиях консервативной маскулинности, используя гиперболизированную маскулинность всего действа. При этом фанаты часто отмечают, что не стали бы слушать «пацанский рэп» или какие-то другие стили популярной музыки в оригинале, в то время как ремиксы на них они готовы слушать раз за разом. Некоторые также считают, что гачи-ремиксы позволяют им слушать любую музыку, не боясь осуждения за музыкальные вкусы.
В Японии на пике популярности мема в разных городах проводились встречи фанатов с участием Билли Херрингтона, которые были организованы Nico Nico Dougа. Также при содействии видеохостинга было выпущено несколько видеоигр по вымышленной вселенной Гачимучи. В России с 2018 года прошло несколько гачимучи-вечеринок в разных городах, а гачи-ремиксы русскоязычных авторов на YouTube набирают миллионы просмотров, при этом на 2021 год популярность мема продолжает расти.
При этом акции, организованные поклонниками субкультуры, могут затрагивать целые города: так, осенью 2021 года житель Запорожья опубликовал петицию, в которой предложил городскому совету переименовать площадь Маяковского в честь Билли Херрингтона, обосновав предложение тем, что в городе кроме площади есть сквер и аллея, названные именем поэта, а переименование может привлечь туристов из числа ЛГБТ-сообщества. Вдобавок, по его словам, Херрингтон имеет широкую фанатскую базу на территории Украины и сопредельных государств. Петиция собрала 805 подписей и была отклонена. 20 мая 2022 года на сайте президента Украины появилась новая петиция о замене памятника Екатерине II в Одессе на памятник Херрингтону, который, по мнению авторов петиции, может стать популярным туристическим аттракционом. 12 июля петиция набрала 25 тысяч подписей и была отправлена на рассмотрение Владимиру Зеленскому. В ответе от 1 августа было сказано, что президент обратился к горсовету с просьбой рассмотреть инициативу. Но в то же время напомнил, что памятники ставят деятелям, которые имеют государственное или местное значение.